# Liz und ein Blauer Vogel
Liz und ein Blauer Vogel bzw. Liz und der Blaue Vogel (japanisch リズと青い鳥 Rizu to Aoi Tori, englisch Liz and the Blue Bird) ist ein Animefilm der japanischen Regisseurin Naoko Yamada, der durch das Animationsstudio Kyōto Animation produziert wurde. Es basiert auf der Light-Novel-Reihe Hibike! Euphonium: Kitauji Kōkō Suisōgaku-bu e Yōkoso, auch Sound! Euphonium, und ist nach zwei Zusammenfassungsfilmen der erste eigenständige Film des Franchises.
Der Film wurde am 21. April 2018 landesweit in den japanischen Kinos gezeigt und hat internationale Aufführungen unter anderem auf dem Annecy International Animation Festival, dem LA Femme International Film Festival sowie dem Japan Film Festival of San Francisco erfahren. Der Film wurde für einen Satellite Award in der Kategorie Bester Film (Animationsfilm oder Real-/Animationsfilm) nominiert.

## Handlung
Die Handlung des Films ist in zwei Teile gegliedert. Ein Teil gibt die Geschichte der beiden Oberschülerinnen Mizore Yoroizuka und Nozomi Kasaki wieder, während der andere vom Märchen Liz und ein Blauer Vogel erzählt. Diese Handlungsabschnitte wechseln sich durch Einschübe mehrmals miteinander ab.

### Hauptgeschichte
Die ruhige und zurückhaltende Mizore Yoroizuka und die im Gegensatz zu ihr sehr lebhafte Nozomi Kasaki sind beste Freundinnen und besuchen gemeinsam das letzte Schuljahr der Kitauji-Oberschule, wo beide in der Schulband spielen. Dort spielt Mizore Oboe und Nozomi Querflöte. An einem Sonntag findet Nozomi auf dem gemeinsamen Weg zum Musikraum eine blaue Feder, die sie Mizore schenkt. Dann wollen sie das vom Club ausgewählte Musikstück, welches auf dem Märchen Liz und ein Blauer Vogel basiert, für einen landesweiten Musikwettbewerb üben. Nozomi zeigt ihrer Freundin ein Kinderbuch mit der Geschichte des Märchens und erzählt ihr, worum es darin geht. Währenddessen erinnert sich Mizore an ihr erstes Aufeinandertreffen mit Nozomi. Nozomi schlägt ihrer Freundin vor, die Stelle mit dem Oboen- und Flötensolo zu üben. Nach und nach treffen weitere Mitglieder des Musikclubs im Schulmusikraum ein.
In einer Pause schleicht Mizore mit dem Kinderbuch unterm Arm in ein anderes Klassenzimmer und beginnt dieses zu lesen. In dem Buch geht es um das Mädchen Liz, welches alleine in einem Haus fernab der Stadt lebt und einsam ist. Eines Tages findet sie nach einem verheerenden Sturm ein mysteriöses Mädchen mit blauem Haar und Kleid bewusstlos am Wegesrand liegen und bringt es zu sich nach Hause. Gemeinsam verbringen diese nun viele lebhafte Tage, bis sie eines Tages voneinander Abschied nehmen müssen, da sich das Mädchen als blauer Vogel entpuppt und frei sein sollte.
Am Ende des Probetags erklärt die Klubvorsitzende, dass bald ein Vorspielen dazu ansteht, wer das Solo in dem Musikstück spielen wird. Nach der Probe erhält Mizore eine Einladung von Ririka, die ebenfalls Oboe spielt und auf die Harmonie innerhalb der Flötisten-Gruppe vermerkt. Mizore lehnt ab und lässt Ririka enttäuscht zurück. Mizore gibt ihrer Freundin das Kinderbuch beim Abschied zurück und erfährt, dass Nozomi die Geschichte gefällt, auch wenn sie das Ende etwas traurig findet. Bevor Nozomi die Schule verlässt tritt Ririka an sie heran und fragt sie, wie sie das Eis zwischen ihr und Mizore brechen kann. Währenddessen liest Mizore in der Bibliothek ein Exemplar von Liz und ein Blauer Vogel.
Am darauffolgenden Tag sehen Mizore und Nozomi in der Schule, wie sich zwei Mittelschülerinnen umarmen. Nozomi hat das früher oft gemacht, Mizore jedoch nie. Nozomi stellt sich ihr mit offenen Armen entgegen, doch bevor die völlig verdutzte ihre Freundin umarmen kann, lässt diese ihre Arme fallen und meint, dass es nur ein Scherz gewesen sei und sie sich nicht angegriffen fühlen müsse. Als sich die Wege der beiden für die nächsten Unterrichtsstunden trennen, wird Mizore von ihrem Lehrer angesprochen, dass sie ihren Zukunftsfragebogen noch ausfüllen muss.
Die Zeit vergeht und das Vorspielen für das Instrumental-Solo rückt immer näher. Mizore erhält überraschend Besuch von Satomi Niiyama, einer langjährigen Freundin ihres Musiklehrers Noboru Taki. Niiyama sagt, dass sich die Band ein schönes Stück für den Musikwettbewerb ausgesucht hätte und erklärt Mizore, dass die Oboe und die Querflöte Liz und den blauen Vogel symbolisieren. Mizore erinnert sich an ihr erstes Jahr an der Oberschule, als sie erfuhr, dass Nozomi die Schulband verlassen hat. Auf dem Nachhauseweg erkennt Nozomi die Broschüre einer Musikschule in Mizores Händen und beide beschließen, zusammen auf diese Schule zu gehen.
In einer Pause vor dem Vorspielen unterhalten sich die Schülerinnen über ihre weitere Zukunft und die beiden Freundinnen erzählen, dass sie zusammen auf die Musikschule wechseln wollen. Als sie darüber sprechen, dass bald ein Festival ansteht, lädt Nozomi ihre Freundin sowie Natsuki und Klubvorsitzende Yūko dazu ein. Während Natsuki erfreut zusagt, stimmt Yūko nur widerwillig zu. Auf dem Weg in die Klasse hört Ririka, wie sich Nozomi über ein kommendes Date unterhält und geht kurz darauf zu Mizore. Beim Säubern ihres Mundstückes bemerkt sie die blaue Feder von Mizore, von der sie umgehend zu schwärmen beginnt. Während Mizore in Liz und ein Blauer Vogel liest, wird sie erneut von Ririka zu einer Party eingeladen, sagt aber wiederum ab. Einige Zeit später gibt Mizore das Buch in der Bibliothek mit deutlicher Verspätung ab und wird deswegen von der Verwalterin zurechtgewiesen. In diesem Moment erscheint Nozomi und springt ihrer Freundin zur Seite. Etwas später stößt Ririka zu Mizore, die gerade ein Rohrblatt für ihre Oboe anfertigt. Ririka beginnt zu weinen, da sie das Vorspielen nicht bestanden hat. In der Mittagspause verabreden sich Nozomi und Mizore für die Sommerferien im Schwimmbad. Mizore fragt, ob sie jemanden mitbringen könne, was ihre Freundin verblüfft, da sie das von ihr nicht gewohnt ist. Sie nimmt Ririka mit, die sich im Nachhinein sehr über die Einladung gefreut hat und ihr zum Dank ein gemeinsames Foto an ihr Smartphone sendet. Gemeinsam spielen die beiden im Anschluss auf ihren Instrumenten.
Bei einer weiteren Musikprobe spielen Mizore und Nozomi das gemeinsame Solo, werden aber alsbald von ihrem Musiklehrer Noboru unterbrochen, da Nozomi zwar gut spielt, ihren Teil aber zu emotional herüberbringt. Mizore kann nicht auf das Spiel von Nozomi eingehen, was aber für das Solo wichtig ist, da es ein Hin- und Her zwischen den beiden – im Buch Liz und den blauen Vogel – verkörpern soll. Ein paar Tage später sieht Yūko Mizore beim Anfertigen eines Rohrblattes für Ririka und unterhält sich mit ihr über ihre Zukunft nach der Oberschule. Auf Yūkos Frage, ob sie nur wegen ihrer Freundin auf die Musikschule wechseln will, entgegnet Mizore, dass Nozomis Entscheidung auch die ihre sei. Kurz darauf kommt Reina, ein weiteres Mitglied der Schulband, und fragt Mizore, ob sie überhaupt die passende Partnerin für das Solo sei. Sie habe den Eindruck, dass sie und Nozomi nicht auf einer Wellenlänge spielen. Mizore entschuldigt sich bei Yūko, da Reina Recht hat und äußert ihre Angst, Nozomi ein weiteres Mal zu verlieren.
Als Nozomi spricht mit Natsuki über ihr Gefühl, dass sich Mizore immer mehr von ihr distanziert. Vielleicht sei Mizore wegen ihrer damaligen Entscheidung, die Band zu verlassen, noch immer wütend. In einer weiteren Übungsstunde stellt Noboru Satomi Niiyama und Masahiro Hashimoto dem Musikclub vor, welche die Gruppe fortan beim Üben beobachten werden. Nach der Probe trifft Nozomi auf Niiyama und erzählt davon, auf eine Musikschule zu wechseln. Diese wünscht ihr viel Glück, doch Nozomis Unsicherheit wird noch weiter bestärkt. Bei einer weiteren Übungsstunde bemerkt Mizore, dass mit ihrer besten Freundin etwas nicht stimmt. Sie fragt ihre Freundin, was geschehen sei, und streckt ihr ihre Arme entgegen. Doch Nozomi will den Wunsch umarmt zu werden nicht erwidern.
Ein paar Tage darauf fragen Yūko und Natsuki Nozomi, ob zwischen den beiden Freundinnen etwas vorgefallen ist. Sie hören wie Reina und Kumiko in der Ferne das Solo auf ihren Instrumenten spielen, woraufhin Nozomi den beiden erklärt, dass sie nicht an die Musikschule wechseln wird. Es kommt zum Streit zwischen den drei Mädchen. Mizore trifft sich während dessen mit Niiyama und erklärt ihr, dass sie nach wie vor nicht in der Lage ist, das Solo perfekt zu spielen. Sie sagt, dass sie zwar Liz’ Handlungen ausdrückt, diese aber nicht seine Gefühle benennen kann. Auf dem Vorschlag Niiyamas, sich in den blauen Vogel hineinzuversetzen und dessen Gefühle nachzuvollziehen und Nozomis gleichzeitigem Geständnis gegenüber Yūko und Natsuki, ihren Fragebogen über ihre Zukunft ebenfalls nicht ausfüllen zu können, erkennen beide, dass ihre Freundschaft gerade der Beziehung zwischen Liz und dem blauen Vogel in der Geschichte gleicht.
Bei einer weiteren Musikprobe bitte Mizore ihren Musiklehrer den dritten Satz des Stückes, das gemeinsame Solo mit Nozomi, einzustudieren. Obwohl die Probe gut verläuft, sieht sich Nozomi abermals mit ihren Gefühlen konfrontiert, die sie nur schwer in der Musik kompensieren kann. Während Mizore nach dem Spiel gelobt wird, hat ihre Freundin das Musikzimmer verlassen. Mizore folgt ihr und versucht mit ihrer Freundin zu reden. Nozomi bezeichnet sich als Klotz am Bein, da sich Mizore die ganze Zeit zurückgehalten hat. Mizore verneint dies, umarmt ihre Freundin und gesteht ihr ihre wahren Gefühle für Nozomi. Im Anschluss bedankt sich diese bei ihr. Auf dem Weg durch die Schule denkt Nozomi an das erste Aufeinandertreffen mit Mizore und erinnert sich, dass sie es war, die Mizore eingeladen hat der Schulband beizutreten. Wenige Tage später steht Mizore abermals vor der Verwalterin der Schulbibliothek, die sie erneut zurechtweist. Erneut kommt Nozomi ihr zur Hilfe und steht ihr bei. Während Nozomi die nächsten Tage in der Bibliothek verbringt, um zu lernen, begibt sich Mizore in den Musikraum, wo sie auf ihrem Instrument spielt.

### Liz und ein Blauer Vogel
Liz und ein Blauer Vogel beginnt mit einer Sequenz in der ein Mädchen, dessen Name zu Beginn der Handlung unbekannt ist, im Wald verschiedene Tiere füttert und dabei einen blauen Vogel wahrnimmt und diesen mit funkelnden Augen beobachtet bis der Vogel zu ihr herüber- und dann fortfliegt. Es stellt sich später heraus, dass es sich bei dem Mädchen um Liz handelt. Liz, die alleine in einem Haus abgelegen von der Stadt lebt, macht sich auf dem Weg zum Bäcker um ihm dort beim Verkauf der Backwaren auszuhelfen und Brot zu besorgen. Als eines Nachts ein schlimmer Sturm über das Land hinwegfegt findet sie am Morgen des nächsten Tages ein bewusstloses Mädchen mit blauem Haar und blauem Kleid am Wegesrand liegen und nimmt es bei sich auf. Sie kümmert sich liebevoll um das unbekannte Mädchen und verbringen viele Tage gemeinsam miteinander: Das Mädchen hilft bei der Wäsche, begleitet Liz zu ihrer Arbeit beim Bäcker, unterstützt sie beim Pflücken von Beeren und beim Zubereiten von Konfitüre. Als beide eines Tages an einem Hügel essen, fragt Liz, wo das Mädchen herkommt und warum sie hergekommen sei. Die erste Frage kann das Mädchen nicht wirklich beantworten, aber sie sei zu Liz gekommen weil diese einsam ist und viel mit ihr spielen wolle. Daraufhin bittet Liz das Mädchen für immer bei ihr zu bleiben.
Das Mädchen ist überglücklich, das der Mond wieder sichtbar am Firmament steht und steigt kurz darauf zu Liz ins Bett. Mitten in derselben Nacht steigt sie aus dem Bett und öffnet das Fenster. Die Silhouette eines Vogels fliegt aus dem Fenster. Am frühen Morgen muss Liz feststellen, dass das Mädchen fort und das Fenster offen ist. Kurz darauf fliegt ein Vogel durch das Fenster, verwandelt sich in das Mädchen und kuschelt sich wieder zu der scheinbar schlafenden Liz ins Bett. Am darauffolgenden Morgen erklärt Liz dem Mädchen, das der Winter naht. Nur Liz bemerkt, dass nachts das Fenster geöffnet ist und findet eines Tages eine blaue Feder auf dem Boden des Dachzimmers liegen. Als die beiden eines Tages die Tiere mit Brotkrümel füttern, bemerkt Liz wie das Mädchen zwei Vögel mit strahlendem Blick beim Fliegen zusieht und wird traurig. Liz schenkt ihr die Freiheit, woraufhin das Mädchen traurig wird und sich weigert, Liz alleine zu lassen. Als diese das Mädchen bittet frei zu sein und ihr den schönsten Flug zu zeigen, verlässt sie das Haus, verwandelt sich in den Vogel und fliegt schweren Herzens in die Lüfte. Auch Liz ist traurig – und zugleich froh darüber, die richtige Entscheidung getroffen zu haben.

## Analyse
Richard Whittaker beschreibt die Geschichte von Liz und ein Blauer Vogel, die immer wieder im Film neben der eigentlichen Handlung eingestreut wird, als eine Metapher für die leidende Freundschaft zwischen den beiden Charakteren Mizore Yoroizuka und Nozomi Kasaki. Dabei repräsentiert Mizore die im Märchen einsame und hart arbeitende Liz und sieht in ihrer besten Freundin Nozomi den blauen Vogel. Dieser Vogel wiederum ist eine Symbolik für Freiheit. Jörg Erle sieht das Märchen als „Geschichte in der Geschichte“, der breiter Raum gegeben werde und die „sinnbildlich für die Beziehung zwischen Mizore und Nozomi“ stehe, „die schmerzlich lernen müssen, loszulassen und zu erkennen, dass es Beziehungen gibt, die nur eine Station des Erwachsenwerdens markieren“.

## Produktion
- Für die Entstehung der Filmmusik, siehe Girls, Dance, Staircase

Im Juni 2017 gab das Animationsstudio Kyōto Animation im Rahmen des Hibike! Euphonium 2 Special Talk Event 1- 2-nensei Gōdō! Uji de Omatsuri Festival! in Uji, Kyōto bekannt, dass das Franchise zwei neue Filme im kommenden Jahr erhalten werde. Diese heißen Liz und ein Blauer Vogel, welche die Geschichte von Nozomi Kasaki und Mizore Yoroizuka erzählt, und Sound! Euphonium the Movie: Oath's Finale, das die Geschichte aus der Sicht Kumiko Ōmaes und diverser anderer Schülerinnen des zweiten Jahrgangs an der Kitauji-Oberschule wiedergibt. Als Regisseurin für Liz und ein Blauer Vogel wurde Naoko Yamada ausgewählt. Weitere an der Produktion des Films beteiligte Personen sind unter anderem Reiko Yoshida für das Drehbuch, Futoshi Nishiya für das Charakterdesign, Mutsuo Shinohara als künstlerischer Leiter, sowie Kensuke Ushio für das Komponieren der Filmmusik. Sämtliche Personen arbeiteten in der Vergangenheit bereits bei A Silent Voice zusammen.

## Synchronisation
| Rolle                            | Japanische Stimme (Seiyū) | Deutsche Stimme      |
| -------------------------------- | ------------------------- | -------------------- |
| Nozomi Kasaki                    | Nao Tōyama                | Zina Laus            |
| Mizore Yoroizuka                 | Asumi Tanezaki            | Katharina Stark      |
| Natsuki Nakagawa                 | Konomi Fujimura           | Laura Schneider      |
| Yūko Yoshikawa                   | Yuri Yamaoka              | Patricia Strasburger |
| Kumiko Ōmae                      | Tomoyo Kurosawa           | Katharina von Daake  |
| Hazuki Katō                      | Ayaka Asai                |                      |
| Sapphire Kawashima               | Moe Toyota                | Sarah Fuhr           |
| Reina Kōsaka                     | Chika Anzai               | Katharina Iacobescu  |
| Satomi Niiyama                   | Hōko Kuwashima            | Natascha Geisler     |
| Masahiro Hashimoto               | Yūichi Nakamura           | Jochen Paletschek    |
| Noboru Taki                      | Takahiro Sakurai          | Andreas Thiele       |
| Ririka Kenzaki                   | Shiori Sugiura            | Nina Benz            |
| Liz                              | Miyu Honda                | Friederike Sipp      |
| Blauer Vogel/mysteriöses Mädchen | Miyu Honda                | Eleni Möller         |

## Veröffentlichung

### Kino
Liz und der blaue Vogel wurde am 21. April 2018 landesweit in den japanischen Kinos gezeigt. Im Rahmen des Annecy International Animation Festivals wurde Liz und ein Blauer Vogel erstmals in Europa gezeigt. Allerdings trat der Film nicht am Wettbewerb an.
Für Nordamerika erwarb der US-amerikanische Ableger von Pony Canyon die Rechte an der Ausstrahlung des Animationsfilms und kündigte eine baldige Ausstrahlung in den Vereinigten Staaten an. Im Rahmen der Anime Expo am 6. Juli 2018 wurde der Film in Los Angeles erstmals ausgestrahlt. Am 28. September 2018 war Liz und ein Blauer Vogel der Eröffnungsfilm der sechsten Auflage des Japan Film Festival of San Francisco. Liz und ein Blauer Vogel war ein Wettbewerbsbeitrag für den LA Femme International Film Festival, wo dieser am 14. Oktober gezeigt wurde. Am 9. November erfolgte eine Ausstrahlung auf bundesweiter Ebene.
Im Rahmen des Vancouver International Film Festivals wird der Film am 2. und 3. Januar 2019 exklusiv in Vancouver, Kanada gezeigt.
Der Film soll bei der 19. Nippon Connection, die vom 28. Mai bis 2. Juni 2019 stattfindet, in Frankfurt am Main aufgeführt werden. Der Film wird am 1. und 2. Juni 2019 im Original mit englischen Untertiteln beim Festival gezeigt.

### Heimvideo
Eine DVD- und Blu-Ray-Fassung des Films wurde für den nordamerikanischen Markt durch Shout! Factory angekündigt, die den Film am 5. März 2019 veröffentlichte.
Am 1. Mai 2019 gab Universum Anime bekannt, sich die Rechte an der Veröffentlichung auf DVD und Blu-ray für den deutschsprachigen Markt gesichert zu haben und veröffentlichte diesen unter dem Titel Liz und der Blaue Vogel am 20. September 2019.

### Fernsehen
Am 22. September 2023 wurde der Film in ProSieben Maxx in Deutschland gezeigt.

## Rezeption

### Einspielergebnisse
Am ersten Wochenende nach offizieller Ausstrahlung spielte Liz und ein Blauer Vogel ungefähr 53,6 Millionen Yen, knapp eine halbe Million US-Dollar, in Japan ein; in Südkorea wurden knapp 43.000 Dollar eingespielt. In Japan wurde bis August 2018 etwas mehr als eine halbe Million Dollar eingespielt; in Südkorea bis November etwas mehr als 150.000 Dollar, wobei der Film in 159 Kinos gezeigt wurde. In den Vereinigten Staaten beliefen sich die Einnahmen auf knapp 60.000 US-Dollar.

### Kritiken
Liz und ein Blauer Vogel erhielt überwiegend positive Kritiken. So schreibt Matt Schley von den Japan Times, das Naoko Yamada, die bereits im 2016 mit A Silent Voice einen Hit landete, sich abermals in Topform zeige. Während das Drama zwischen den beiden Hauptcharakterinnen Mizore und Nozomi gezeigt werde, werde das Märchen um Liz und der blaue Vogel parallel dazu erzählt. Die Fantasieszenen werden mit einem Wasserfarbenstil animiert und geben die Gedankenwelt von Mizore wieder. Richard Whittaker lobt Regisseurin Naoko Yamada in seiner Rezension in der Austin Chronicle, da sie es geschafft habe, Leben in die hauchdünne Geschichte zweier sich voneinander entfernenden Freundinnen zu bringen. Die Hauptgeschichte wird ab und zu durch kurze Einschübe einer Nebengeschichte, welche Geschichte um das Märchen Liz und den blauen Vogel erzählt, unterbrochen. Diese Einschübe unterscheiden sich dramatisch im Animationsstil der eigentlichen Handlung des Films und rufen Erinnerungen an die frühen Werke von Hayao Miyazaki oder The Dog of Flanders von Yoshio Kuroda hervorrufen und einen subtilen Kontrast zu dem fluoreszierenden und computeranimierten Stil, die das Leben in der Klassengemeinschaft realistisch darstellen, bildet. Im Vergleich zu ihrem Vorgängerwerk A Silent Voice hatte Yamada bei Liz und ein Blauer Vogel deutlich mehr Freiraum um sich auf kleinsten Interaktionen zwischen den Charakteren zu konzentrieren.
Richard Eisenbeis vom Anime News Network schreibt in seiner Kritik vom 12. April 2018, das der Film zwar nicht an das herzzerreißende A Silent Voice heranreiche, aber dennoch ein solider Film geworden ist, der auch als Stand-Alone-Film gut funktioniere. Als einzigen Negativpunkt nennt Eisenbeis die voraussehbare Handlung, sowohl in der eigentlichen Handlung als auch in der Nacherzählung des Märchens um Liz und den blauen Vogel. Auch Nick Creamer, der am 5. November gleichen Jahres seine Rezension für den Anime News Network schrieb, zeigte sich insgesamt vom Film angetan. Yamada habe mit Liz und ein Blauer Vogel ein Meisterwerk geschaffen, der von großartig gemalten Fantasievignetten bis hin zu seinen verheerenden persönlichen Momenten, von bindenden visuellen Effekten bis hin zu seinen reichen immer passenden Soundeffekten strotzt. Craemer schreibt, das man in Liz und ein Blauer Vogel keine Fortsetzung der Animeserie zu erwarten habe.
Natasha H. schrieb für IGN und schrieb, das die Handlung zwar geradlinig und einfach wirke, Liz und ein Blauer Vogel dennoch einer der komplexesten Animefilme über die Wichtigkeit der Kommunikation für eine gesunde Freundschaft darstelle. Der Film zeige menschliche Unsicherheit und Verletzlichkeit auf einer wünderschön ehrlichen Art und Weise. Durch die Kombination von Yamadas tadelloser Vision und dem minimalistisch gehaltenen Soundtrack von Kensuke Ushio entwickele sich der Film ein zu einem der meistberührendsten und bewegendsten Erfahrungen des Jahres.
Charles Salomon von den Los Angeles Times indes vertritt die Meinung, das für Zuschauer die nicht mit dem Franchise vertraut sind, die beiden Hauptcharaktere unterentwickelt sind. Als Beispiel nannte er zum einen die regen Konversationen Nozomis mit anderen Charakteren. wobei sie selten etwas Konstruktives beiträgt und zum anderen die zurückgezogene Mizore, die eben in Nozomi ihre ganze Welt sieht. Yamada wiederhole die Animationen der gehenden Charaktere und zeige diese zumeist nur bis auf Kniehöhe, wodurch der Eindruck entstehe, dass das Interesse an der Handlung nur gering geschätzt wird. Zwar werde der Animationsstil in den Märchensequenzen gelobt, dennoch schaffen auch diese es nicht, der Handlung weiteres Leben einzuhauchen.
Laut Jörg Gerle vom Filmdienst entführe der Kinofilm in „komplexes Universum aus Beziehungen innerhalb eines Jahrgangs der Mädchenschule und greift sich dezidiert zwei Protagonisten heraus, die in der Serie nicht grundsätzlich im Zentrum der Handlung stehen“. Dennoch sei der Film auch alleinstehend verständlich, und skizziere „ein faszinierendes, vor allem stilles Portrait eines diffizilen Freundschaftsgeflechts“, das viel in japanischen Gesellschaftskonventionen lebe und dabei besonders eigentümlich wirke. Die Geschichte sei dabei „für eine jugendliche Erlebniswelt radikal untypisch“. In der Umsetzung sei es Naoko Yamada nicht nur gelungen, „die Welt des Märchens und der Realität kunstvoll zu verschränken, sondern auch die omnipräsente Musik durch stimmungsstarke, nur scheinbar beiläufige Bildkompositionen ins audiovisuelle Gleichgewicht zu bringen“.

### Auszeichnungen und Nominierungen
| Jahr | Auszeichnung                                                   | Kategorie                                              | für                      | Resultat                                   | Quellen |
| ---- | -------------------------------------------------------------- | ------------------------------------------------------ | ------------------------ | ------------------------------------------ | ------- |
| 2018 | Satellite Awards                                               | Bester Film (Animationsfilm oder Real-/Animationsfilm) | Liz und ein Blauer Vogel | Nominiert                                  | [ 28 ]  |
| 2018 | Sitges Festival Internacional de Cinema Fantàstic de Catalunya | Bester Film                                            | Liz und ein Blauer Vogel | Nominiert                                  | [ 29 ]  |
| 2018 | Ōfuji-Noburō-Preis                                             | Bester Film                                            | Liz und ein Blauer Vogel | Gewonnen                                   | [ 30 ]  |
| 2019 | Academy Awards                                                 | Bester animierter Spielfilm                            | Liz und ein Blauer Vogel | eingereicht (keine offizielle Nominierung) | [ 31 ]  |
| 2019 | Anime Trending Awards                                          | Animefilm des Jahres                                   | Liz und ein Blauer Vogel | 5. Platz                                   | [ 32 ]  |
| 2019 | The Anime Awards                                               | Bester Film                                            | Liz und ein Blauer Vogel | Nominiert                                  | [ 33 ]  |